# Ekološka niša
Ekološka niša je fizični prostor, ki ga naseljujejo vrste in funkcijska vloga, ki jo imajo te vrste. V življenjski družbi vsak organizem potrebuje temeljno prehrano in varstvo živega in neživega okolja, za stalno preživetje določene rastlinske ali živalske vrste. V ekološki niši ni dolgoročne grožnje za obstoj vrste zaradi plenilstva, tekmecev, zajedalcev ... Pripadniki iste vrste imajo isto ekološko nišo, se pravi imajo podobne življenjske pogoje. Čim bolj se ekološki niši dveh vrst razlikujeta, tem lažje živita skupaj v istem življenjskem okolju.